# David Ginola
David Désiré Marc Ginola (Gassin, 25. siječnja 1967.) – francuski umirovljeni nogometaš, glumac i vinar.
Profesionalnu karijeru započeo je u Sporting Toulonu s 18 godina, 1985. godine. Prešao je u Racing 1988., Brest 1990., a u PSG 1992. Osvojio je francusko prvenstvo 1994. s PSG-om te tri francuska kupa. Proglašen je za najboljeg francuskog igrača 1993., te za najboljeg igrača francuske lige 1994. godine. 
U kvalifikacijama za Svjetsko prvenstvo 1994., francuska reprezentacija igrala je odlučujuću utakmicu protiv Bugarske, iznenađujuće su izgubili. Izbornik Gérard Houllier i javnost, proglasili su Davida Ginolu za glavnog krivca. Nakon toga jako je malo nastupao za reprezentaciju pa je sveukupno igrao samo 17 puta u kojima je zabio 3 gola. 
Zbog negativne klime prema njemu, napustio je francusku ligu i prešao u engleski Newcastle United 1995. godine. Klub je imao visoke ambicije, doveli su pojačanja. Ginola je igrao s Alanom Shearerom i Les Ferdinandom. U dvije sezone uzastopce bili su drugi u engleskom prvenstvu iza Manchester Uniteda, makar su dio prvenstva bili i vodeći. Ginola se izvrsno uklopio i bio je jedan od najvažnijih igrača. Barcelona ga je željela dovesti 1996., no Newcastle je odbio ponudu. 
Nakon odlaska trenera Kevina Keegana i dolaska Kennyja Dalglisha puno je manje igrao pa je prešao u Tottenham u ljeto 1997. godine. Osvojio je nagradu za najboljeg igrača lige po izboru igrača i za najboljeg igrača prvenstva 1999. godine. Jedini je koji je osvojio tu nagradu, igrajući za klub koji nije bio među prva ćetiri na kraju prvenstva. S Tottenhamom osvojio je Engleski Liga kup 1999. Bio je omiljen kod navijača zbog odlične igre i osobnosti. Uvršten je u Kuću slavnih Tottenhama 2008. godine. 
U ljeto 2000. prešao je u Aston Villu s 33 godine. Igrao je još kratko u Evertonu, gdje je završio karijeru 2002. godine.
Johan Cruijff je 1999. godine izjavio, da je tada David Ginola po njegovom mišljenju bio najbolji igrač na svijetu.
Nakon završetka nogometne karijere, glumio je u dva filma "Mr. Firecul" (britanski kratki film od 25 minuta) i "Posljednja kap" (eng. "The Last Drop" - ratni film). Također se epizodno pojavio u par tv-serija. Još kada je bio nogometaš, pojavio se u dvije reklame, koje su imale odjek u javnosti, pogotovo reklama proizvoda za kosu. Bio je na naslovnici računalnih igri FIFA 97 i FIFA 98.
Dobio je srebrnu medalju 2008. godine, na međurodnoj izložbi vina za svoje vino proizvedeno u Provansi. 